# MAD MEDiCiNE
MAD MEDiCiNE （マッドメディシン
）は、日本の5人組女性アイドルグループ。略称はマドメドで、グループ名全体を「MAD MEDiCiNE-マドメド-」のように略称と合わせて表記する場合もある。2022年に結成され、愛知県名古屋市を拠点として日本全国で活動。株式会社MAD'S iNK所属。
ヴィジュアル系やVOCALOIDシーンの影響下にありつつ、若者の負の感情を代弁する役割を担うアイドルの代表格であると評価されている。
2025年1月7日をもって当時のメンバー5人での活動を終了。直後の1月9日に改名と新体制への移行を発表し、MADMED（マドメド）として活動を再開した。

## コンセプト・音楽性
「狂おしいほど、依存して」をコンセプトに、心の闇や病みを感じさせる、内面的な負の感情をあらわにした歌詞を乗せたロック・ダンスミュージックをグループの特色としている。音楽ライターの冬将軍は、従来はバンドやアーティストが請け負っていた、心の闇や病みを抱えた若者の代弁者としての役割を担うアイドルの代表格であると評価している。
メンバーのビジュアルや世界観の設定はいわゆる王道アイドルのスタイルとは異なる悪役的・退廃的なものであり、加えてアルバムリリースごとに「ダークチャイナ」「メルヘン」のようなテーマを設定し、衣装のデザインやライブの舞台セット・演出を通してその世界観を表現している。
音楽面では「ゴシック×デジタル」を標榜しており、バンドサウンドよりもむしろシーケンスやシンセサイザーの無機質な音色を基調としたサウンドで、ボカロやゲームミュージックの影響下にあるJ-POP、V-ロックの楽曲を主体としている。また、従来のポップスのセオリーに囚われず複数の楽想を次々に配列した自由な楽曲構成は、クラシック音楽の狂詩曲にも通ずるもので、MAD MEDiCiNEの世界観構築を大きく表した特徴であると評価されている。
改名後のMADMEDではMAD MEDiCiNEの既存曲を一部リアレンジして引き継ぎつつ、「よりインダストリアルロック、ボディビート、ハンマービートを強調する音楽性へシフト」している。冬将軍は「EBMに寄せている印象」であるとも評している。

## 来歴

### グループ結成の経緯
プロデューサー・堤 俊輔 （つつみ しゅんすけ）が代表を務める芸能事務所ムスコノプロダクションに所属するアイドルグループとして2022年に名古屋市で結成。
堤がムスコノプロダクションで手がけていたガールズバンド「アングリラ」が活動休止・実質解散状態となり、その赤字を回収するために始めたアイドル事業のオーディションで選ばれた幽鬼みのり （ゆうき みのり）と唯一むに （ゆいいつ むに）による3か月間限定の2人組ユニット「三ヶ月の命」（2022年1月結成）がMAD MEDiCiNEの直接の前身である。同グループの持ち曲から『らぶぎみ』など一部の楽曲はのちにMAD MEDiCiNEに引き継がれている。
「三ヶ月の命」が当初の予定通り3か月で解散した後、唯一むには新たに結成された「王道系」のアイドルグループ「君とkissする5秒前 -キミキス-」に所属することになる。他方で幽鬼みのりが所属する「ダーク系」のグループとして「MAD MEDiCiNE-マドメド-」が結成され、うゆにえんこ、那月 邪夢 （なつき じゃむ）、憑宮ルチア （つきみや るちあ）らと共に4人組として2022年4月に結成・デビューした。

### 5人体制の確立と活動拡大
2022年10月3日のQ酸素 （きゅーさんそ）加入など数度にわたるメンバーの変遷ののち、2023年3月4日、新体制お披露目公演「眠れぬボクの罪」を名古屋・新栄シャングリラで開催。新メンバーとしてありすりあと、同年1月をもって「君とkissする5秒前」を卒業していた唯一むにの2名がMAD MEDiCiNEに加入。唯一むには「三ヶ月の命」解散以来約1年を経て再び同グループの楽曲をパフォーマンスすることとなる。これにより那月邪夢・憑宮ルチア・Q酸素・ありすりあ・唯一むにの5人体制が確立し、以後、東京・大阪をはじめとする愛知県外各地への遠征を積極的に行うようになる。
メンバーの唯一むにやプロデューサーの堤は、観客動員が向上し活動の手応えを感じた転機として、近しいコンセプトを持つ東京拠点のグループマーキュロとのツーマンライブシリーズ「双生児」を挙げている。同ライブは2024年2月23日に第1回を開催し、以後2024年末までに6回開催されている。
2024年3月20日から5月25日にかけて5大都市ツアー「DARKSiDE CHiNATOWN」を開催。名古屋・大阪・仙台・福岡・東京の5会場を回った。ツアーファイナルの東京・渋谷WWWはソールドアウトを達成。
ツアー途中の4月29日には結成2周年記念公演として名古屋・ Electric Lady Landで初となるバンドセットでのワンマンライブ「the DOLL」を開催。
2024年6月20日、「Märchen（メルヘン）」をテーマとするミニアルバム『いちばん幸せな死に方。』を配信リリースし、同アルバムのリリースツアーとして8月に東名阪3都市を回る「Release Oneman Tour『Merry BAD END』」を開催。ツアーファイナル東京公演は令和6年台風第10号の影響で開催が危ぶまれたものの無事に開催され、主要交通機関の麻痺を考慮した措置として10月19日に東京・WOMB LIVEでの追加公演の開催が発表された。

### MAD'S iNK設立と活動終了
2024年9月10日、ムスコノプロダクションから新グループ「マザリ」が誕生することが発表され、10月11日にデビューライブを開催。同グループも堤がプロデュースを担当しており、MAD MEDiCiNEの妹分グループにあたる。
2024年10月17日、翌2025年1月をもって当時の5人体制での活動を終了することを発表し、同時に堤が新たに立ち上げた東京拠点の新会社MAD'S iNKへマザリと共に移籍。
活動終了後、憑宮ルチアはMAD'S iNKのスタッフとして裏方に転身、残りの4名は引き続き同事務所に所属し活動するとした。この事務所移籍は、元々ムスコノプロダクション社内で堤ともう1人のプロデューサーがそれぞれ担当していた複数のアイドルグループ事業を所属事務所・レーベルともに明確に会社として分けることを企図したものである。事務所移籍後のレーベルは「MAD MEDiCiNE」となっている。同グループや、活動終了後も芸能活動を続ける予定の所属メンバーについては「（名古屋を出ていくのではなく）名古屋に加えて、新たに東京も拠点にしていく」としている。
2025年1月7日、東京・恵比寿LIQUIDROOMにてラストライブ「The Quintet」を開催。ソールドアウトを達成し、上述の5人体制によるMAD MEDiCiNEとしての活動を終了。

### MADMED
ラストライブ直後の1月9日、MAD MEDiCiNE公式Xアカウントにて新体制「MADMED」の始動ティザー映像を公開し、アカウントもMADMEDに改名。翌10日にはアーティスト写真と、同1月27日に開催予定のお披露目公演の詳細が発表された。1月27日、渋谷WWW Xで開催した「Gauze」でMADMEDとしての活動を開始。前体制から引き続き活動する那月邪夢を中心とし、天噛ミ妖メ（あまがみ あやめ）、猿馬 虎（えんま とら）、架空使てんる（かくし てんる）、凸（てとり）、深ゐ沼（ふかいぬま）、おなかぺこを加えた7人体制となった。
5月15日、一時グループ活動を休止し休養していた凸に「グループとしての信頼を著しく損なう重大な契約違反」が判明したとして、同日付での解雇処分を発表、以後6人体制となった。6月から8月まで、7大都市単独ツアー「劇毒ケミカルトリップ」を開催。8月5日のツアーファイナルは、前体制のラストライブを開催した東京・恵比寿LIQUIDROOMへ新体制で戻るという形での開催であった。

## 年譜

### 2022年
1月17日 - 「三ヶ月の命」結成。
4月17日 - 「三ヶ月の命」解散。幽鬼みのり、うゆにえんこ、那月邪夢、憑宮ルチアによる4人組として「MAD MEDiCiNE」結成。唯一むには「君とkissする5秒前」に加入。。
7月25日 - 新メンバーアルカ・リセィが発表される。
10月1日 - アルカ・リセィの同日付での脱退を発表。
10月2日 - 幽鬼みのりが卒業。
10月3日 - Q酸素の加入が発表される。

### 2023年
1月28日 - 唯一むにが「君とkissする5秒前」を卒業。
2月28日 - 名古屋X-HALL -ZEN-で開催された卒業ライブ「うゆにえんこ、ウユニ塩湖に還る」をもってうゆにえんこが卒業。
3月4日 - ありすりあ、唯一むにが加入。
4月22日 - 結成1周年記念単独公演「Raison d'etre -存在理由-」を名古屋・新栄シャングリラで開催。
5月17日 - 1stフルアルバム『MAD MEDiCATiON』リリース。
9月3日〜 - 東名阪ワンマンツアー「MAD SiCK CiRCUS」
- 9月3日 - 東京公演（SHIBUYA VIDENT）
- 9月16日 - 名古屋公演（RAD HALL）
- 9月24日 - 大阪（Music Club JANUS）
- 10月14日 - 東京・ツアーファイナル（WOMB LIVE）[41]

### 2024年
3月20日〜 - 5大都市ツアー「DARKSiDE CHiNATOWN」
- 3月20日 - 名古屋（X-HALL -ZEN-）
- 4月7日 - 大阪（yogibo META VALLEY）
- 5月3日 - 仙台（MACANA）
- 5月11日 - 福岡（DRUM SON）
- 5月25日 - 東京（渋谷WWW）

4月29日 - 結成2周年記念バンドセットライブ「the DOLL」を名古屋・ Electric Lady Landで開催。
6月20日 - ミニアルバム『いちばん幸せな死に方。』を配信リリース。
8月12日〜 - Release Oneman Tour「Merry BAD END」
- 8月12日 - 名古屋（X-HALL -ZEN-）
- 8月18日 - 大阪（梅田amHALL）
- 8月31日 - 東京（下北沢シャングリラ）

10月17日 - 翌2025年1月での5人体制活動終了を発表。東京拠点の新会社MAD'S iNKへ移籍。
10月19日 - 東京・WOMB LIVEで「東名阪ツアー『Merry BAD END』追加公演編」を開催。

### 2025年
1月7日 - 恵比寿LIQUIDROOMにて現体制終了公演「The Quintet」を開催。上述の5人体制での活動を終了。
1月9日 - 新体制「MADMED」の始動ティザー映像を公開。公式XアカウントもMADMEDに改名。
1月10日 - MADMEDのアーティスト写真と、お披露目公演の詳細を発表。
1月27日 - 渋谷WWW XにてMADMEDお披露目公演「Gauze」を開催し再始動。
5月15日 - 凸が契約違反により同日付で解雇処分となった。
6月11日〜 - MADMED7大都市単独ツアー「劇毒ケミカルトリップ」
- 6月11日 - 名古屋（ReNY limited）
- 6月21日 - 宮城（enn 2nd）
- 6月28日 - 北海道（PLANT）
- 7月13日 - 福岡県（福岡ポケット）
- 7月20日 - 大阪府（amHALL）
- 7月27日 - 広島県（SIX ONE Live STAR）
- 8月5日 - 東京都（LIQUIDROOM）

## メンバー

### MAD MEDメンバー
MADMED体制のメンバー。

#### 現メンバー
| 名前                       | 生年月日 | メンバーカラー | 備考                                                                               |
| -------------------------- | -------- | -------------- | ---------------------------------------------------------------------------------- |
| 那月 邪夢 なつき じゃむ    | 3月14日  | 紅             | MAD MEDiCiNEより継続して活動                                                       |
| 猿馬 虎 えんま とら        | 8月24日  | 黄             |                                                                                    |
| おなかぺこ                 | 10月29日 | 白             | アイドル活動は初めて。                                                             |
| 天噛ミ妖メ あまがみ あやめ | 10月27日 | 紫             |                                                                                    |
| 架空使てんる かくし てんる | 9月7日   | 青             | 加入前は神奈川県のライブハウスThunder Snake ATSUGIを拠点としてソロで活動していた。 |
| 深ゐ沼 ふかい ぬま         | 5月1日   | 緑             | アイドル活動は初めて。                                                             |

#### 旧メンバー
| 名前      | 生年月日 | メンバーカラー | 備考              |
| --------- | -------- | -------------- | ----------------- |
| 凸 てとり | 7月1日   | ピンク         | 2025年5月15日解雇 |

#### 那月 邪夢
グループ中で唯一MAD MEDiCiNEから継続で活動するオリジナルメンバー。
音楽ライターの冬将軍は、那月のステージ上での所作・表現やオーラを指して度々「魔王」と形容し高く評価している。また、ボーカルスキルにも定評があり、自身の個人YouTubeチャンネルに投稿している「歌ってみた」動画では、YOASOBI『アイドル』のカバーが2025年1月時点で45万回再生を記録している。
アイドル活動に用いる衣装は自身でデザインしている。
2024年12月10日より、アイドルグループMaison de Queen （メゾンドクイーン）の黒魅らら （くろみ らら）との2人組ユニット「RaRaJaM （ララジャム）」のメンバーとしても活動している。

### MAD MEDiCiNEメンバー

#### 最終メンバー
2025年1月の活動終了時のメンバー。
| 名前                        | 生年月日 | メンバーカラー | 備考                                                       |
| --------------------------- | -------- | -------------- | ---------------------------------------------------------- |
| 那月 邪夢 なつき じゃむ     | 3月14日  | 紅             |                                                            |
| 憑宮 ルチア つきみや るちあ | 8月26日  | 白             |                                                            |
| Q酸素 きゅーさんそ          | 2月10日  | 緑             | 2022年10月3日加入。                                        |
| ありす りあ                 | 4月27日  | ピンク         | 2023年3月4日加入。                                         |
| 唯一むに ゆいいつ むに      | 3月25日  | 青             | 前身にあたる「三ヶ月の命」の元メンバー。2023年3月4日加入。 |

#### 旧メンバー
| 名前                      | 生年月日 | メンバーカラー | 備考                                                                            |
| ------------------------- | -------- | -------------- | ------------------------------------------------------------------------------- |
| 幽鬼 みのり ゆうき みのり |          | 紫             | オリジナルメンバー。前身にあたる「三ヶ月の命」の元メンバー。2022年10月2日卒業。 |
| うゆに えんこ             |          | 青             | オリジナルメンバー。2023年2月28日卒業。                                         |
| アルカ・リセィ            |          | ピンク         | 2022年10月3日加入。2022年7月25日加入、同10月1日脱退。                           |

#### 憑宮 ルチア
オリジナルメンバー。結成前はコンカフェのキャストをしており、「アングリラ」のメンバーが同僚にいた縁からムスコノプロダクションの存在を知り、オーディションに応募した。活動開始当時はダンスも歌も未経験であった。
プロデューサーの堤からは「歩き方がエレガントで綺麗」、メンバーの唯一むにからは「歩くのが本当にウマいんですよね。マドメドの優雅な世界観を作ってくれている」と評価されている。また、ライターの冬将軍は「グループの偶像的な非現実世界を担っている」と評している。
2025年1月の活動終了後はMAD'S iNKの運営スタッフに転身した。

#### Q酸素
2022年10月3日加入。
冬将軍はQ酸素の幅広い声域や声質・声量を指して「ボーカリストとしての確かな実力を備え圧倒的なロックスピリッツを持っている」と評価している。
ありすりあとともに「ちっちゃな２人のおっきなイタズラ」をコンセプトとするグループ内ユニット「ちちゃめど」としても活動している。
2025年6月19日、MAD'S iNK4つ目のグループとなる神様の言う通りの結成メンバーとして再デビューした。

#### ありす りあ
2023年3月4日加入。
冬将軍は「アイドルらしい愛嬌と小悪魔的な魅力を持っている」「飄々とした表情の読めない声が（楽曲の）珍妙な不気味さやダークさを強調している」と評価している。
Q酸素とともに「ちちゃめど」としても活動している。
2025年6月19日、MAD'S iNK3つ目のグループとなるめっ！の結成メンバーとして再デビューした。

#### 唯一むに
ムスコノプロダクションが最初に手がけたアイドルグループである「三ヶ月の命」のメンバーであり、同グループ解散後「君とkissする5秒前」に加入してからも、同じ事務所に所属するMAD MEDiCiNEとは交流を持っていた。2023年3月4日にMAD MEDiCiNE加入。
冬将軍からは『楽飴華-ハッピィキャンディチャイニィ-』のMVでのパフォーマンスを評して「アイドル完璧超人無敵感」と形容されている。
振付師でもあり、MAD MEDiCiNE加入前に手がけた『MAD GAME』をはじめ、グループの一部の楽曲に振付を提供している。

## 出演・掲載

### WEB
- 現代着物ブランド「iroca」モデル[33]

## ディスコグラフィー

### アルバム
| #   | タイトル                                | 作詞 | 作曲・編曲 |
| --- | --------------------------------------- | ---- | ---------- |
| 1.  | 「-introduction-」                      |      |            |
| 2.  | 「マスカレイド・ロンド」                |      |            |
| 3.  | 「らぶぎみ」                            |      |            |
| 4.  | 「完全犯罪※420」                        |      |            |
| 5.  | 「眠罪」                                |      |            |
| 6.  | 「ヒステリックトリック」                |      |            |
| 7.  | 「黒猫のダンス」                        |      |            |
| 8.  | 「MAD GAME」                            |      |            |
| 9.  | 「毒毒★Sweet Prayer」                   |      |            |
| 10. | 「愛憎レイテンシー」                    |      |            |
| 11. | 「PLASTiC SYNDROME ～整形依存のうた～」 |      |            |
| 12. | 「レゾンデートル」                      |      |            |

| #  | タイトル                                           | 作詞 | 作曲・編曲 |
| -- | -------------------------------------------------- | ---- | ---------- |
| 1. | 「アリス心中」                                     |      |            |
| 2. | 「人肉アントルメ」                                 |      |            |
| 3. | 「愛執迷宮ドールハウス」                           |      |            |
| 4. | 「東京ブラックアウト」                             |      |            |
| 5. | 「この身体の傷跡は、来世でも巡り逢うための目印。」 |      |            |

| No. | タイトル                   | 発売日       | 収録曲 | 規格品番 | 備考     |
| --- | -------------------------- | ------------ | --- | -------- | -------- |
| EP  | MEDiCAL                    | 2025年4月5日 | \| # \| タイトル \| 作詞 \| 作曲・編曲 \| \| -- \| -------------------------- \| ---- \| ---------- \| \| 1. \| 「Gauze」 \| \| \| \| 2. \| 「MAD DOCTOR」 \| \| \| \| 3. \| 「ときめきオーバードーズ」 \| \| \| \| 4. \| 「黒猫のダンス」 \| \| \| \| 5. \| 「完全犯罪※420」 \| \| \| | -        | 配信限定 |
|     |                            |              | |          |          |
| #   | タイトル                   | 作詞         | 作曲・編曲 |          |          |
| 1.  | 「Gauze」                  |              | |          |          |
| 2.  | 「MAD DOCTOR」             |              | |          |          |
| 3.  | 「ときめきオーバードーズ」 |              | |          |          |
| 4.  | 「黒猫のダンス」           |              | |          |          |
| 5.  | 「完全犯罪※420」           |              | |          |          |

#### MAD MEDiCATiON
CD Jounalのレビューでは「病んだ歌詞刺さるリード曲『眠罪』をはじめ、ゴシック×デジタル・サウンドが彩る中毒性のある楽曲が並ぶ」と評されている。

#### いちばん幸せな死に方。
2024年6月20日にリリースされた、「Märchen（メルヘン）」をコンセプトとするデジタルミニアルバム。リード曲『アリス心中』は予告編・本編合わせて6分超の短編映画風ミュージックビデオが公開されている。
冬将軍は、『アリス心中』について、MAD MEDiCiNE楽曲の特徴である狂詩曲的な目まぐるしい急展開と場面転換をまとめ上げた構成で、「これからマドメドを知る人への名刺代わりにもなる楽曲」であるとしている。また、収録曲『東京ブラックアウト』のように、ボカロやゲームミュージックといったメインストリームとは異なる現代的J-POPをアイドルソングとして昇華した楽曲はMAD MEDiCiNEの魅力の一つであると評価している。

### シングル
TuneCoreのアーティストページを参照。
| No. | タイトル                             | 配信開始       | 収録曲                                                           | 備考                                                           |
| --- | ------------------------------------ | -------------- | ---------------------------------------------------------------- | -------------------------------------------------------------- |
| 1   | 眠罪                                 | 2023年3月15日  | - 眠罪                                                           |                                                                |
| 2   | 四月のバカっ！ (ぐっどめでぃしん)    | 2023年4月1日   | - 四月のバカっ！                                                 | エイプリルフール企画として「ぐっどめでぃしん」名義でリリース。 |
| 3   | 狂躁シェイプシフター                 | 2023年8月7日   | - 狂躁シェイプシフター                                           |                                                                |
| 4   | MAD SiCK SHOW                        | 2023年10月16日 | - Prologue（SE） - MAD SiCK SHOW                                 |                                                                |
| 5   | ときめきオーバードーズ               | 2023年10月22日 | - ときめきオーバードーズ                                         |                                                                |
| 6   | ira=elide                            | 2023年12月25日 | - ira=elide                                                      |                                                                |
| 7   | 楽飴華-ハッピィキャンディチャイニィ- | 2024年3月28日  | - 虺（SE） - 楽飴華-ハッピィキャンディチャイニィ- - 独占悦楽少女 |                                                                |
| 8   | R.P.G (DUD MEDiCiNE)                 | 2024年4月1日   | - R.P.G                                                          | エイプリルフール企画として「DUD MEDiCiNE」名義でリリース。     |
| 9   | MAD MEDiCiNE                         | 2024年10月20日 | - MAD MEDiCiNE                                                   |                                                                |
| 10  | 眠罪 (Piano Version)                 | 2025年1月9日   | - 眠罪 (Piano Version)                                           |                                                                |

| No. | タイトル                  | 配信開始      | 収録曲                      | 備考                                                           |
| --- | ------------------------- | ------------- | --------------------------- | -------------------------------------------------------------- |
| 1   | 私ノ人生、台無シ。        | 2025年2月1日  | - 私ノ人生、台無シ。        |                                                                |
| 2   | インスタントアイドル      | 2025年3月9日  | - インスタントアイドル      |                                                                |
| 3   | らぶぎみ                  | 2025年3月12日 | - らぶぎみ                  |                                                                |
| 4   | 狂躁シェイプシフター      | 2025年3月20日 | - 狂躁シェイプシフター      |                                                                |
| -   | 心火、花と散れ (江戸眼奴) | 2025年4月2日  | - 心火、花と散れ (江戸眼奴) | エイプリルフール企画「江戸眼奴（えどめど）」名義でのリリース。 |
| 5   | まじかるはっぴえんど      | 2025年5月3日  | - まじかるはっぴえんど      |                                                                |
| 6   | アシストール              | 2025年5月21日 | - アシストール              |                                                                |
| 7   | アンヘドニア              | 2025年6月15日 | - アンヘドニア              |                                                                |
| 8   | 毒葬                      | 2025年6月29日 | - 毒葬                      |                                                                |
| 9   | ケミカルトリップ          | 2025年8月6日  | - ケミカルトリップ          |                                                                |

#### MAD SiCK SHOW
表題曲『MAD SiCK SHOW』について、Pop'n'Roll編集長の鈴木健也は、「左右のチャンネルで異なるフレーズを弾くことにより独特のグルーヴを生み出しているギターアンサンブルがユニークである」と評価している。
また、冬将軍は同曲に関連してヴィジュアル系ロックバンド筋肉少女帯やMALICE MIZERからJ-POPシーンへもたらされた影響を指摘しており、「ヴィジュアル系からボカロへ、そしてアイドルへ」と音楽の解釈が受け継がれていることに着目している。

## ライブ

### ワンマンライブ
| 公演名                   | 開催日        | 会場                       | 備考                                               |
| ------------------------ | ------------- | -------------------------- | -------------------------------------------------- |
| 眠れぬボクの罪           | 2023年3月4日  | 名古屋・新栄シャングリラ   | ありすりあ・唯一むにお披露目。                     |
| Raison d'etre -存在理由- | 2023年4月22日 | 名古屋・新栄シャングリラ   | 結成一周年記念単独公演。                           |
| the DOLL                 | 2024年4月29日 | 名古屋・Electric Lady Land | 結成二周年記念単独公演。初の生バンドセットライブ。 |
| The Quintet              | 2025年1月7日  | 東京・恵比寿LIQUIDROOM     | 5人体制終了公演。                                  |